# Морска лястовица
Морската лястовица (Trigla lyra) е вид морска дънна риба от клас лъчеперки, семейство Морски лястовици. Среща се в източната част на Атлантическия океан и Средиземно море. Той е единственият вид от монотипния род Морска лястовица (Trigla).

## Таксономия
Морската лястовица е описана официално през 1758 г. от Карл Линей в 10-то издание на неговата <i>Systema Naturae</i>, в която типовото ѝ находище е посочено като „Британски морета“.

## Разпространение и местообитание
Морската лястовица се среща в източния Атлантик от Шотландия на юг до Уолфиш Бей в Намибия, включително Макаронезийските острови и островите в Гвинейския залив, среща се в Средиземно море, но не и в Черно море. Това е дълбоководна дънна риба, откривана на дълбочина до 700 м. Предпочита пясъчни и кални субстрати.

## Начин на живот
Морската лястовица се храни основно с ракообразни, особено скариди, но също така и бентосни видове, като раци и раци отшелници. Яде също бодлокожи, особено змиевидни морски звезди, многочетинести червеи и малки бентосни риби. Полова зрялост се достига на около 30 см, а пелагичните яйца се хвърлят през летните месеци. Ларвите вече са защитени с костни пластини и малки шипове. Тези риби могат да живеят до 7 години.

## Риболов
Морската лястовица се лови и консумира в местни мащаби; в Средиземно море е обект на търговски риболов и е редовен артикул за продажба на пазарите в Мароко, Гърция и Турция, понякога и на други места, където се продава прясна или охладена.